# Escolania de Montserrat
Die Escolania del monestir de Montserrat ist der Knabenchor des Klosters Montserrat in der Nähe von Barcelona, Katalonien. Der Chor wurde erstmals 1307 urkundlich erwähnt. Dem Chor gehören ca. 50 Knaben im Alter von neun bis 14 Jahren vorwiegend aus den katalanischsprachigen Gebieten Spaniens an.

## Aktivitäten
Die musikalische Ausbildung der Knaben dauert vier Jahre. Während dieser Zeit gehört die musikalische Gestaltung eines Teils der klösterlichen Liturgien zu ihren Aufgaben. So singt der Chor in der Basilika des Klosters täglich zur Zeit des Salve (13 Uhr) ein Salve Regina und das Virolai, sowie zur Vesper (18:45 Uhr) das Salve von Montserrat (einige Strophen im Stil des Gregorianischen Chorals und andere von verschiedenen Komponisten vertont, zum Beispiel Palestrina) und eine Motette. Zur Schule gehören auch eine männliche Choralschola, die den gregorianischen Choral pflegt, sowie mehrere Instrumentalensembles.
Die Knaben erhalten eine fundierte musikalische Ausbildung, die in erster Linie Stimmbildung und Musiklehre umfasst. Darüber hinaus erlernen sie das Klavierspiel sowie ein zweites Instrument eigener Wahl.
Der Chor hat mehr als 100 CDs aufgenommen und weltweit Tourneen absolviert (Japan, Kanada, Israel, Frankreich, Österreich, Deutschland u. a.). Das Repertoire besteht vorwiegend aus iberischer Chormusik der Renaissance und des Barock, Klassik der Montserrat-Schule, Werken der großen Komponisten der Romantik (Franz Schubert, Felix Mendelssohn Bartholdy, Johannes Brahms u. a.) sowie zeitgenössischer Musik (u. a. von Benjamin Britten, Zoltán Kodály, Petr Eben und Vic Nees).

## Geschichte
Der Name, unter dem der Chor heute weltbekannt ist, bezeichnet eigentlich die Musikschule des Klosters, deren Tradition bis mindestens ins 12. Jahrhundert zurückreicht. Sie ist bekannt als Schule von Montserrat (Escola Montserratina auf Katalanisch) und gilt als älteste Musikschule Europas. Viele berühmte Komponisten und Musiker gingen aus ihr hervor, z. B. Joan March, Joan Cererols, Josep Antoni Martí, Benet Julià, Anselm Viola, Narcís Casanoves, Antonio Soler, Fernando Sor und in neuerer Zeit Àngel Rodamilans, Anselm Ferrer, Ireneu Segarra i Malla, Odiló Planàs, Cassià Just und Gregori Estrada.

## Chorleiter (seit dem 20. Jahrhundert)
- 1889–1909: Joan Baptista Guzmán i Martínez (1846–1909)
- 1911–1933: Anselm Ferrer (1882–1969)
- 1933–1936: Àngel Rodamilans (1874–1936)
- 1939–1953: David Pujol (1894–1979)
- 1953–1997: Ireneu Segarra i Malla (1917–2005)
- 1998–2001: Jordi-Agustí Piqué i Collado (* 1963)
- 2001–2007: Joaquim Piqué i Calvo (* 1970)
- 2007–2014: Bernat Vivancos i Farràs (* 1973)
- seit 2014: Llorenç Castelló (* 1976)